# Wysoka (gmina w województwie opolskim)
Wysoka – dawna gmina wiejska istniejąca w latach 1945–1954 w woj. śląskim i woj. opolskim (dzisiejsze woj. opolskie). Siedzibą władz gminy była Wysoka.
Jako polska jednostka administracyjna gmina Wysoka zaczęła funkcjonować po II wojnie światowej (w grudniu 1945) w powiecie oleskim na terenie tzw. Ziem Odzyskanych (tzw. I okręg administracyjny – Śląsk Opolski), powierzonym 18 marca 1945 administracji wojewody śląskiego, a z dniem 28 czerwca 1946 przyłączonym do woj. śląskiego (śląsko-dąbrowskiego).
1 grudnia 1945 z dotychczasowej gminy Wysoka wyłączono miejscowości Grodzisko i Szywałd, włączając je do miasta Olesna.
Według stanu z 1 stycznia 1946 gmina składała się z 6 gromad: Wysoka, Biadacz, Leśna, Łomnica, Sowczyce i Wachów. 6 lipca 1950 zmieniono nazwę woj. śląskiego na katowickie; równocześnie gmina Wysoka wraz z całym powiatem oleskim weszła w skład nowo utworzonego woj. opolskiego.
Według stanu z 1 lipca 1952 gmina składała się z 7 gromad: Kolonia Łomnicka, Leśna, Łomnica, Sowczyce, Wachowice, Wachów i Wysoka. Gmina została zniesiona 29 września 1954 wraz z reformą wprowadzającą gromady w miejsce gmin. Jednostki nie przywrócono 1 stycznia 1973 wraz z kolejną reformą reaktywującą gminy.